# Brightwell Banda
Brightwell Banda (ur. 22 września 1946 – zm. 26 sierpnia 2022 w Lusace) – zambijski trener piłkarski.

## Kariera piłkarska
W latach 1968–1970 Banda grał w klubie Zambia Army.

## Kariera trenerska
W latach 1971–1980 Banda prowadził klub Green Buffaloes, który pięciokrotnie doprowadził do wywalczenia mistrzostwa Zambii w latach 1973, 1974, 1975, 1977 i 1979. Międzyczasie w 1976 roku został selekcjonerem reprezentacji Zambii. W 1978 roku poprowadził ją w Pucharze Narodów Afryki 1978, jednak zespół zakończył rywalizację po fazie grupowej. W 1982 roku zajął z Zambią 3. miejsce w Pucharze Narodów Afryki 1982, a w 1986 roku odpadł z nią po fazie grupowej Pucharu Narodów Afryki 1986. W latach 1985–1986 prowadził klub Ndola United, a w latach 2004-2005 - Red Arrows FC.